# ラブスイーツ プチモン・コレクション
『ラブスイーツ プチモン♥コレクション』は、『プレコミックブンブン』で連載されていた小鳩まりの漫画作品。内容は全種類のプチモンを集めてグランド・パティシエになるというもの。

## 内容
パティシエが最も尊いとされる世界でパティシエ達は“スイーツプチモンスター”、略してプチモンを操りスイーツを作る。3年生になったエルシーは、全種類のプチモンをコレクトするため旅に出る。

### 勝負方法
1. お互いにプチモンを呼び出し、スイーツを出し合う。
2. 順番にスイーツをグレードアップさせていく。
3. どちらかのプチモンが、スイーツの魅力に耐え切れずに相手のスイーツを食べてしまったら、勝負終了。スイーツを食べてしまったプチモンの負けとなる。

## 登場人物
エルシー
この物語の主人公の少女。3年生の進級試験で、偶然伝説のプチモン“シャンティー”を手に入れる。とても心優しい性格。口癖は「おいしすぎてほっぺたおちちゃうから!!」。夢はパティシエ・キャッスルでルキと一緒に働くこと。
シャンティー
ウサギ型のショートケーキプチモンで、エルシーのパートナー。普段は弱いが、時に伝説の力を発揮する。トッピングエッセンスをプラスすることで、力を上げることができる。泣き声は「モキー」。
パウリン
第1話で仲間になったリス型のパウンドケーキプチモン。元々はパウンドケーキ作りが得意な女性のプチモンだったが、その女性が亡くなってからは町で暴れるようになった。エルシーのマロンショートケーキに感動して仲間となる。泣き声は「チュチュルー」。
ドーナ
第2話で仲間になったドーナッツプチモン。とても警戒心が強い。泣き声は「りゅー」。
ナッチュ
第2話で仲間になったドーナッツプチモン。とても人懐っこい。泣き声は「りゅー」。
モモシャン
第3話で仲間になった桃ショートケーキプチモン。泣き声は「モキュー」。
ルキ
エルシーの憧れの男の子。優等生で冷たげ。
カリア
エルシーの友達のガングロ少女。パートナーはチョコレートケーキプチモンの“ショコラ”。
セラ
エルシーの友達の男の子。パートナーはシュークリームプチモンの“シュー”。エルシーに好意を寄せている。
ゲン＆レン
エルシーの通う学校をライバル視する2人組。共に関西弁で話し、ボサボサ髪の少年がゲン、黒髪の少年がレンである。ゲンはプリンプチモンの“プディー”、レンはアイスクリームプチモンの“グラッセ”を操る。
ジュリア
ゲンとレンと同じ学校に通う少女。ケーキの腕前と勉強は、エルシーと同じ年とは思えないほど優れている。常にクールで無表情な性格。パートナーはムースプチモンの“ムーガルン”。

## 用語
パティシエ・キャッスル
グランド・パティシエのみが働くことを許される城。
グランド・パティシエ
プチモンを全て集めたパティシエの事。